# En grafisk rejse med Karen Westman
En grafisk rejse med Karen Westman er en dansk dokumentarfilm fra 1960 instrueret af Kristian Begtorp.

## Handling
Grafiker Karen Westmans (1916-1970) arbejder med tegninger, træsnit og raderinger over sydlandske temaer, hentet fra hendes rejser i Italien, Frankrig og Grækenland.